# Mescalero (Novo México)
Mescalero é uma Região censo-designada localizada no estado americano de Novo México, no Condado de Otero.

## Demografia
Segundo o censo americano de 2000, a sua população era de 1233 habitantes.

## Geografia
De acordo com o United States Census Bureau tem uma área de 46,3 km², dos quais 46,3 km² cobertos por terra e 0,0 km² cobertos por água. Mescalero localiza-se a aproximadamente 1774 m acima do nível do mar.

## Localidades na vizinhança
O diagrama seguinte representa as localidades num raio de 28 km ao redor de Mescalero.